# Władcy Negeri Sembilan
Negeri Sembilan („Dziewięć państw”) – federacja kilku państw: Inas, Jelebu, Jempol, Johol, Ulu Muar, Rembau, Gunung Pasir, Sungai Ujong Teraci i Tampin. Sześć państw utrzymało się przy życiu: Jelebu, Jempol Johol, Rembau, Sungai Ujong i Tampin. Pierwsze państwo to Sungai Ujong. Jng di-pertuan besar jest tytułem króla Negeri Sembilan.

## KrólowieNegeri Sembilan
Dynastia Pagarruyung
- Radża Melawar (Sułtan Mahmud ibni Sułtan Dżalil) (1773–1795)
- Radża Hitam (1795–1808) [zięć]
- Raja Lenggang Laut (1808–1824) [zięć]
- Raja Radin (1824; usunięty) [syn]
- Radża Kerdżan (regent 1824–1826; zmarł 1944)
- Jamtuan Sati (1826–1831)
- Radża Radin (2. panowanie 1831–1833; usunięty)
- Radża Ali bin Daeng Alampaki (1833–1836; usunięty, zmarł 1850)
- Radża Radin (2. panowanie 1836–1861)
- Radża Imam (Tengku Ulin) (1861–1869) [brat]
- Tengku Antah (1869–1888; regencja 1869–1872) [syn Radży Radina]
- Nazwa państwa Śri Menanti 1876–1897
- Protektorat brytyjski 1885–1987
- Tuanku Muhammad (1888–1933) [syn]
- Protektorat brytyjski 1889–1957
- Tuanku Abd ar-Rahman (1933–1960) [syn]
- Okupacja japońska 1941–1945

| #  | Imię           |          | Lata życia                   | Lata życia                | Czas rządów     | Czas rządów      | Rodzice                                                                                 |
| #  | Imię           | Urodzony | Zmarł                        | Od                        | Do              |                  | Rodzice                                                                                 |
| -- | -------------- | -------- | ---------------------------- | ------------------------- | --------------- | ---------------- | --------------------------------------------------------------------------------------- |
| 9  | Tuanku Munawir |          | 22 marca 1922 Seri Menanti   | 14 kwietnia 1967 Seremban | 5 kwietnia 1960 | 14 kwietnia 1967 | Tuanku Abdul Rahman ibni Almarhum Tuanku Muhammad Tunku Maharunnisa binti Tunku Mambang |
| 10 | Tuanku Jaafar  |          | 19 lipca 1922 Kelang         | 27 grudnia 2008 Seremban  | 8 kwietnia 1967 | 27 grudnia 2008  | Tuanku Abdul Rahman ibni Almarhum Tuanku Muhammad Tunku Puan Chik                       |
| 11 | Tuanku Mukhriz |          | 14 stycznia 1948 Kuala Pilah |                           | 29 grudnia 2008 |                  | Tuanku Munawir Tunku Maharunnisa binti Tunku Mambang                                    |

## Władcy państw należących do federacji

### Władcy Inasu
- Embun Serin (władczyni (undang luak Inas) ok. 1750–1770)
- Bajan (ok. 1770–?)
- Datuk Rambutan Jantan (?–1810)
- Datuk Nuri (1810–?)
- Mantik
- Cenderong
- Sohat
- Biong
- Umar
- Sulung (?–1915)
- Udżang bin Cepus (1915–1930)
- Abd al-Ghani bin Lajar
- Bacil bin Abd ar-Rahman
- Rentah bin Takin (1957–1966)

### Władcy Jelebu
- To Mojang Dato Gombak (pierwszy władca (dato) Penghulu z Jelebu ok. 1700–1750)
- To Mojang Dato Mentunggang (ok. 1750–1757) [zięć]
- Dato Mojang Salleh (trzeci władca Penghulu i pierwszy władca (undang) Jelebu ok. 1757–?) [syn]
- Dato Bukor
- Dato Bakul
- Dato Junus (6. władca Penghulu i 4. władca (undang) Luak Jelebu)
- Dato Lup
- Dato Abd ar-Rachman (ok. 1800–1820)
- Dato Penghulu Rangga Ali (1820–?)
- Dato Pandak (ok. 1850–?)
- Dato Mahmud (Kulup Tunggal)
- Dato Hadżi Ibrahim (ok. 1870–1883)
- Dato Sajid Ali bin Sajid Zain al-Dżafri (1883–1902)
- Protektorat brytyjski 1883–1895
- Dato Abd Allah bin Panglima Muda Lok (tylko 12. władca (undang) Luak Jelebu 1902–1945)
- Datuk Szahmar ad-Din bin Hadżi Abd ar-Rahman (1945–1962)
- Dato Osman bin Baginda (pełniący obowiązki 1962–1966)
- Dato Abu Bakar bin Maamor (1966–1979)
- Dato Mendika Mentri Achir ul-Zaman Dato Hadżi Musa bin Abd al-Wahab (1980–dziś)

Równolegli władcy Jelebu
- Tengku Ahmad Szach bin Singkul (władca (jang di-pertuan Muda Jelebu) 1820–?)
- Tengku Dżaja (?–ok. 1872) [syn]
- Tengku Etet (ok. 1872–1875) [syn]
- Tengku Abdullah ibni Radin (1875–1884) [kuzyn]
- Tengku Nambul (1884–1886) [syn]

### władcy Jempolu
- Daim (władca (datuk penghulu) pod zwierzchnością Jelebu ok. 1750–?)
- Cap
- Rijal
- Malik
- Hasan (1839–?)
- Dżahan
- Szukul (?–1916)
- Abdul Wahhab (1916–?)
- Sulajman bin Abdullah (?–1966)

### Władcy Joholu
- Dato Putri Kunung Siti Awan Setiawan I (władczyni (datuk undang luak Johol) 1723–1747)
- Dato Rambut Pandżang (władczyni 1747–1760)
- Dato Putri Setiawan II (władczyni ok. 1760–1790)
- Dato Rambutan Dżantan (ok. 1790–1810)
- Dato Nuri (ok. 1810–1820)
- Datuk Abu Bakar Gubah (To Bunczit) (ok. 1820–1840) [syn Siti Ani, wnuczki Setiawan II]
- Dato Wan Saeto Rubah (ok. 1840–1900)
- Dato Wan Umar bin Wan Hassan (1901–1918)
- Dato Kamat bin Hadżi Sulejman (1918–1947)
- Dato Abd al-Manap bin Tolok (1947–1973)
- Dato Hadżi Abd al-Madżid bin Abd al-Wahid (1973–1985)
- Dato Hadżi Abd ar-Rahman bin Mat Som (1985–1988)
- Dato Abdul bin Ali (1988–2007)
- Dato Mohd Dżan bin Abdul Ghani (2007–dziś)

### Władcy Ulu Muar
- Dato Pasir di Radża bin Tun Mat Ali (1699–?)
- Datuk Naam bin Chatib Akhir (władca (datuk penghulu luak Ulu Muar) pod zwierzchnością Joholu ok. 1750–177?)
- Datuk Mindek (177?–?)
- Datuk Mopeng
- Datuk Adżong
- Datuk Dżaalam
- Datuk Talun
- Datuk Dongkok Abd al-Malik (ok. 1824–1839)
- Datuk Sidin
- Datuk Haszim (1910–?)
- Datuk Dżailani (1966)

### Władcy Rembau
- Dato Lela Balang (wódz Minangkabau przed 1540)
- Dato Laut Dalam (współwładca przed 1540)
- Dato Śri Rama (władca (undang inak Rembau) pod zwierzchnością Minangkabau ok. 1540–1555) [syn Dato Leli Balanga]
- Dato Amba (ok. 1540–1605) [syn]
- Dato Lenggang (ok. 1605–1620)
- Dato Pandak (ok. 1620–1645)
- Dato Uban (ok. 1645–1666)
- Dato Sagah (ok. 1660–1690)
- Dato Kurup (ok. 1690–1725)
- Zależność od Johoru 17??–1758
- Dato Sabat (ok. 1725–1750)
- Dato Lulinsoh (ok. 1750–1790)
- Dato Pekak (ok. 1790–1795)
- Dato Kusil bin Uban (ok. 1795–1812)
- Dato Bogok (1812–1819)
- Dato Nganit (1819–1838)
- Protektorat holenderski 1819–?
- Protektorat brytyjski 1832/87
- Dato Achir (1838–1871)
- Dato Hadżi Sahil (1871–1883; usunięty)
- Dato Sarun bin Saidin (1883–1905)
- Dato Hadżi Sulung bin Miah (1905–1922)
- Dato Abdullah bin Hadżi Dahan (1922–1938)
- Dato Hadżi Ipap bin Abdullah (1938–1962) [syn]
- Dato Hadżi Adnan bin Hadżi Maah (1963–1998)
- Hadżi Muhamad bin Szarif Usman (1998–dziś)

Równolegli władcy Rembau
- Radża Asil (potem Sułtan Muhammad Szach) (władca jang di-pertuan muda Rembau 1798–1813; zmarł przed 1824)
- Radża Ali bin Daeng Alampaki (1813–1832; władca Tampinu 1832–1850)
- Sajid Szaban ibn Sajid Ibrahim al-Kadri (1832–1836; władca Tampinu 1850–1872) [zięć]

### Władcy Gunung Pasir
- Meszit (władca (penghulu luak Gunung Pasir) pod zwierzchnością Rembau ok. 1750–?)
- Tuakal
- Mantik
- Budin
- Malik
- Uteh
- Alam
- Kandak
- Pacoh (Mentadoh)
- Labu
- Muhammad Amin
- Basir (ok. 1920)
- Szams ad-Din bin Bahali (ok. 1966)

### Władcy Sungai Ujong
- Mambang (władca pod zwierzchnością Menangkabau 1677)
- Siliam
- Dato Kelambu
- Dato Musang [brat]
- Dato Penghulu Selat
- Dato Danoh Buaja
- Dato Penghulu Kadim (przyjął tytuł penghulu mentri)
- Dato Penghulu Pandak
- Dato Penghulu Czantak (Rumah Gadong) (?–1760)
- Dato Bador (władca z tytułem undang luak Sungai Ujong ok. 1760–1780) [syn]
- Dato Leha (ok. 1780–1800)
- Dato Bahi (ok. 1800–1824)
- Dato Kawal (ok. 1824–1850)
- Dato Sending (ok. 1850–1873)
- Dato Tunku Saiyid Abd al-Rahman bin Saiyid Ahmad al-Kadri (1873–1881)
- Dato Muhammad Jusuf bin Haszim (1881–1889; usunięty)
- Dato Maamor bin Incze Kasim (1889–1945) [zięć]
- Dato Muhammad Kasim bin Dato Andika Hadżi Abd al-Raszid (1945–1983)
- Dato Hadżi Mubarak bin Dohak (1993–dziś)

### Władcy Teraci
- Ahmad bin Mantris Maharadża (władca (penghulu luak Teraci) pod zwierzchnością Sungai Ujong ok. 1750–?)
- Tengkis
- Tuk „Pecat”
- Dato
- Linsoh
- Sulung (ok. 1839)
- Said
- Adil
- Dżaal (?–1919)
- Sohor (1919–?)
- Arifin
- Udżang bin Yahja
- Lebai Hussin (1966)

### Władcy Tampinu
- Radża Ali bin Daeng Alampaki (1832–1850; władca Rembau 1813–1832)

Dynastia al-Kadri
- Sajid Szaban ibn Sajid Ibrahim al-Kadri (1850–1872; władca Rembau 1832–1836) [zięć]
- Sajid Szarif Abdul Hamid (1872–1894; przybrał tytuł tunku besar Tampin 1883) [syn]
- Sajid Dewa (1894–?) [syn]
- Sajid Akil [syn]
- Sajid Muhammad (?–1929) [brat]
- Saiyid Idris (1929–2005; regencja 1929–1945) [syn]
- Saiyid Razman (2005–dziś) [syn]